# TEENAGE LUST
「 TEENAGE LUST」（ティーンエイジ・ラスト）は、ZIGGYの21枚目のシングル。2018年3月7日にSPACE SHOWER MUSICより発売された。

## 概要
- シングル2か月連続リリースの第1弾。2017年のツアーメンバーでの初レコーディング作品。
- CDとDVDの2枚組になっており、DVDにはロングインタビューを中心に、MV撮影時のオフショット映像などを収録。

## 収録曲
| #         | タイトル                         | 作詞      | 作曲      | 時間  |
| --------- | -------------------------------- | --------- | --------- | ----- |
| 1.        | 「TEENAGE LUST」                 | 森重樹一  | 森重樹一  | 4:57  |
| 2.        | 「英雄は一人、生の果て」         | 森重樹一  | 森重樹一  | 5:22  |
| 3.        | 「TEENAGE LUST (Inst.)」         |           |           | 4:57  |
| 4.        | 「英雄は一人、生の果て (Inst.)」 |           |           | 5:20  |
| 合計時間: | 合計時間:                        | 合計時間: | 合計時間: | 20:36 |